# トリクシー・マテル
トリクシー・マテル（英語: Trixie Mattel,、1989年8月23日 - ）は、アメリカ合衆国のドラァグクイーン、YouTuber、ソングライター、コメディアン、作家と起業家。
ブライアン・マイケル・フィルクス(英語: Brian Michael Firkus)（1989年8月23日生まれ）は、ステージ名トリクシー・マテルでよく知られるアメリカ合衆国のドラァグクイーン、テレビパーソナリティ、歌手ソングライターで、もともとウィスコンシン州ミルウォーキー出身です。彼女は誇張されたハイキャンプスタイルとコメディーとアコースティックポップの融合で知られています。2015年には、ドラッグコンペティション番組『ル・ポールのドラァグ・レース』の第7シーズンに出場し、6位で終了しました。2018年には、同番組のスピンオフである『ル・ポールのドラァグ・レース:オール・スターズ』の第3シーズンで優勝しました。
トリクシーは、World of Wondersのウェブシリーズ『UNHhhh』（2016年〜現在）、そのVicelandのスピンオフである『The Trixie & Katya Show』（2017年〜2018年）、およびNetflixのウェブシリーズ『I Like to Watch』（2019年〜現在）に出演しています。彼女は、仲間のドラァグクイーンであり頻繁な共演者であるカティヤ・ザモロジコワ(英語: Katya Zamolodchikova)と共演しています。彼らは一緒に、トリクシーとカティヤとして知られる人気のあるコメディーデュオを形成しています。トリクシーの音楽スタイルは主にフォークとカントリーであり、彼女の最初と2番目のスタジオアルバムである『Two Birds』（2017年）と『One Stone』（2018年）は、いずれもBillboardのフォークアルバムチャートで16位にチャートインしました。
トリクシーの音楽スタイルは主にフォークとカントリーであり、彼女の最初と2番目のスタジオアルバムである『Two Birds』（2017年）と『One Stone』（2018年）は、いずれもBillboardのフォークアルバムチャートで16位にランクインしました。彼女の3番目のスタジオアルバムである『Barbara』（2020年）は、「エレクトロ・フォーク」というサウンドを特徴としていました。彼女のEPである『Full Coverage, Vol. 1』（2021年）は、マテルによるさまざまな曲のカバーで構成されています。彼女のコメディー特番である『Trixie Mattel: One Night Only』（2020年）は、批評家選出のテレビ賞にノミネートされました。彼女はその後、コンペティションシリーズ『Queen of the Universe』（2021年〜2023年）の審査員として出演しました。トリクシーの4番目のスタジオアルバムである『The Blonde & Pink Albums』（2022年）は、ダブルアルバムとして提供されました。彼女はまた、成功を収めた改装ドキュメンタリーシリーズ『Trixie Motel』（2022年）でプロデュースし、主演しました。
カティヤと共に、トリクシーは初の書籍である『Trixie and Katya's Guide to Modern Womanhood』（2020年）を出版し、これは『ニューヨーク・タイムズ』のベストセラーになりました。彼女は「アメリカの最も強力なドラァグクイーン」のリストである『ニューヨーク・マガジン』において、4位にランクインしました。彼女は美容と音楽に焦点を当てたYouTubeチャンネルを運営しており、仲間のドラァグクイーンやイギー・アゼリア、ニコール・バイヤー、マーガレット・チョーなどの著名人との頻繁なコラボレーションがあります。トリクシーのビジネス事業には、2019年に立ち上げられた化粧品ブランドであるTrixie Cosmeticsの創設者兼CEOが含まれています。彼女のパーソナは、彼女のバービー人形への愛から着想を得ています。彼女は自身のYouTubeチャンネルで動画で共有した大規模なバービーのコレクションを所有しています。